# Davia Ardell
Davia Ardell (Las Vegas, Nevada; 17 de marzo de 1975) es una actriz pornográfica estadounidense, conocida por sus escenas de sexo anal.

## Filmografía
- Anal League
- Anal Lickers And Cummers
- Anal Lovebud
- Anal Opening And Face Soakings
- Anal Princess 2
- Anal Rippers
- Diary of a milf
- Hustler Hardcore Vault 8
- My first sex teacher
- Nikki Loves Rocco
- Nineteen Video Magazine 9: Yearbook Issue
- Nineteen Video Magazine 6
- MILF Bonanza 3
- Private Stories 12
- Private Stories 8
- Pure Anal 1
- Scam
- Sex Freaks 22
- Signature Of Sex
- Snatch Masters 29
- Suggestive Behavior
- True Porn Fiction
- Video Virgins 31
- Whoppers
- Young Girls Do 2: Sweet Meat